# Championnat de Tchécoslovaquie de football 1987-1988
Navigation
Saison précédente Saison suivante
La saison 1987-1988 du Championnat de Tchécoslovaquie de football est la 62e édition du championnat de première division en Tchécoslovaquie. Les seize meilleurs clubs du pays se retrouvent au sein d'une poule unique, la First League, où les formations s'affrontent deux fois, à domicile et à l'extérieur. À l'issue du championnat, les deux derniers du classement sont relégués et remplacés par les deux meilleurs clubs de II. Liga, la deuxième division tchécoslovaque.
C'est le club du Sparta Prague, tenant du titre, qui termine à nouveau en tête du classement du championnat, avec dix points d'avance sur le Dukla Prague et quatorze sur le DAC Dunajská Streda. C'est le 19e titre de champion de Tchécoslovaquie de l'histoire du club, qui réussit le doublé après sa victoire en finale de la Coupe de Tchécoslovaquie, face au FK Inter Bratislava.

## Les 16 clubs participants
| - Dukla Prague - TJ Vitkovice - Tatran Presov - DAC Dunajska Streda - FC Bohemians Prague - ZVL Zilina - Spartak Hradec Králové - Promu de II. Liga - FK Inter Bratislava - Promu de II. Liga | - Dukla Banska Bystrica - FC Banik Ostrava - RH Cheb - Plastika Nitra - SK Sigma Olomouc - SK Slavia Prague - Spartak Trnava - AC Sparta Prague |

## Compétition

### Classement
Le barème utilisé pour établir le classement est le suivant :
- Victoire : 2 points
- Match nul : 1 point
- Défaite : 0 point

| Rang | Équipe                     | Pts | J  | G  | N  | P  | Bp | Bc | Diff |
| ---- | -------------------------- | --- | -- | -- | -- | -- | -- | -- | ---- |
| 1    | AC Sparta Prague (T) (C)   | 49  | 30 | 22 | 5  | 3  | 82 | 22 | +60  |
| 2    | Dukla Prague               | 39  | 30 | 15 | 9  | 6  | 54 | 34 | +20  |
| 3    | DAC Dunajská Streda        | 35  | 30 | 13 | 9  | 8  | 39 | 36 | +3   |
| 4    | FC Baník Ostrava           | 34  | 30 | 13 | 8  | 9  | 49 | 40 | +9   |
| 5    | SK Sigma Olomouc           | 32  | 30 | 12 | 8  | 10 | 50 | 46 | +4   |
| 6    | SK Slavia Prague           | 31  | 30 | 12 | 7  | 11 | 49 | 45 | +4   |
| 7    | Plastika Nitra             | 30  | 30 | 13 | 4  | 13 | 46 | 45 | +1   |
| 8    | TJ Vitkovice               | 29  | 30 | 11 | 7  | 12 | 49 | 45 | +4   |
| 9    | FK Dukla Banská Bystrica   | 29  | 30 | 12 | 5  | 13 | 44 | 46 | -2   |
| 10   | FC Spartak Trnava          | 29  | 30 | 11 | 7  | 12 | 38 | 42 | -4   |
| 11   | RH Cheb                    | 29  | 30 | 9  | 11 | 10 | 31 | 36 | -5   |
| 12   | FC Bohemians Prague        | 29  | 30 | 13 | 3  | 14 | 41 | 54 | -13  |
| 13   | FK Inter Bratislava (P)    | 27  | 30 | 11 | 5  | 14 | 50 | 54 | -4   |
| 14   | Spartak Hradec Králové (P) | 27  | 30 | 8  | 11 | 11 | 32 | 52 | -20  |
| 15   | ZVL Zilina                 | 21  | 30 | 7  | 7  | 16 | 32 | 54 | -22  |
| 16   | Tatran Prešov              | 10  | 30 | 3  | 4  | 23 | 29 | 64 | -35  |

|  | Qualification pour la Coupe d'Europe des clubs champions 1988-1989                                |
|  | Qualification pour la Coupe des Coupes 1988-1989                                                  |
|  | Qualification pour la Coupe UEFA 1988-1989                                                        |
|  | Relégation en II. Liga                                                                            |
|  | (T) Tenant du titre (C) Vainqueur de la Coupe du Tchécoslovaquie (P) : Promu de deuxième division |

## Bilan de la saison
| Championnat de Tchécoslovaquie de football 1987-1988 |                              |
| Champion                                             | AC Sparta Prague (19e titre) |
| Coupes et trophées                                   |                              |
| Vainqueur de la Coupe de Tchécoslovaquie 1987-1988   | AC Sparta Prague             |
| Qualifications continentales                         |                              |
| Coupe d'Europe des clubs champions 1988-1989         | AC Sparta Prague             |
| Coupe des Coupes 1988-1989                           | FK Inter Bratislava          |
| Coupe UEFA 1988-1989                                 | Dukla Prague                 |
| Coupe UEFA 1988-1989                                 | DAC Dunajská Streda          |
| Promotions et relégations                            |                              |
| Promus en I. Liga                                    | Skoda Plzen                  |
| Promus en I. Liga                                    | SK Slovan Bratislava         |
| Relégués en II. Liga                                 | ZVL Zilina                   |
| Relégués en II. Liga                                 | Tatran Presov                |